# Medaille 1815
Die Medaille 1815 war eine Schweizer Auszeichnung.
Durch ein Gesetz vom 20. April 1815 war diese Auszeichnung beschlossen worden und ein Dekret vom 12. Juni bestätigte diese.  Sie wurde aber erst am 15. Oktober 1815 ausgegeben.
Sinn der Ehrung war die Anerkennung von Pflicht und Ehre für vier Schweizer Regimenter.
Diese standen bis zur Abdankung Napoléons unter seinem Befehl. Da die Treue zur Schweiz größer war als zu Frankreich, wurde der 1812 geschlossene Vertrag für diese Form der Schweizer Kriegsdienste aufgekündigt.
Einem Dekret vom 24. August 1815 zufolge durfte die Auszeichnung auch an Schweizer Militärs ausgegeben werden, die in Gent den König Ludwig XVIII. unterstützten. Es waren dafür nur 100 Auszeichnungen zugelassen.

## Ordensdekoration
Die Ordensdekoration war eine silberne Medaille. Eine Seite zeigte das eidgenössische Banner mit der Inschrift: „Schweizerische Eidgenossenschaft 1815“. Die Inschrift als Wahlspruch: „Treue und Ehre“ stand auf der anderen Seite von einem Eichenkranz umgeben.

## Ordensband und Trageweise
Das Ordensband war ein weiß-rotes Band. Die Auszeichnung wurde im Knopfloch getragen.